# Cserta
Cserta är ett vattendrag i Ungern.   Det ligger i provinsen Zala, i den västra delen av landet, 210 km sydväst om huvudstaden Budapest.